# Pluto e il tacchino arrosto
Pluto e il tacchino arrosto (Cold Turkey) è un film del 1951 diretto da Charles A. Nichols. È l'ultimo cortometraggio animato della serie Pluto, prodotto dalla Walt Disney Productions e uscito negli Stati Uniti il 21 settembre 1951, distribuito dalla RKO Radio Pictures. È l'ultimo cortometraggio in cui Pluto appare senza Topolino. Dal 1990 viene distribuito col titolo Il tacchino conteso.

## Trama
Pluto e il gatto Milton si addormentano mentre stanno guardando il wrestling in televisione; improvvisamente vengono svegliati dalla pubblicità di un tacchino arrosto. I due vanno in cucina a cercare il tacchino e lo trovano in frigorifero. Dopo aver momentaneamente chiuso Pluto nel frigorifero, Milton cuoce il tacchino dal calore proveniente da una griglia, ma il cane arriva sul posto e lo scaccia. Scopre poco dopo che Milton si è nascosto nella TV insieme al tacchino e, per farlo uscire, accende l'elettrodomestico. Il gatto è costretto a uscire, quando all'improvviso sentono odore di bruciato e realizzano di aver lasciato il tacchino nella TV. Poco dopo aver tolto il tacchino bollente, esso si riduce in cenere e i due si mettono a lottare usando le stesse mosse del wrestling.

## Distribuzione

### Edizione italiana
Il cortometraggio fu distribuito in Italia il 12 marzo 1964 all'interno del programma Pippo, Pluto e Paperino allegri masnadieri; il doppiaggio fu eseguito dalla C.D.C. Il corto, con il primo doppiaggio originale, venne poi incluso nel film di montaggio Pippo, Pluto, Paperino supershow uscito nel 9 settembre 1973; e infine nell'omonima videocassetta nel 1984. Il corto fu poi ridoppiato nel 1986 dal Gruppo Trenta per l'inserimento nella VHS Serie oro - Da Pluto con amore. Nel 1990 il corto fu ridoppiato nuovamente dalla C.D.C. per l'inclusione nella riedizione della VHS Pippo, Pluto, Paperino Supershow. Tale doppiaggio è stato usato nelle varie occasioni successive.

### Cinema
- Pippo, Pluto e Paperino allegri masnadieri (12 marzo 1964)[1]
- Pippo, Pluto, Paperino supershow (9 settembre 1973)[2][3][4]

### Edizioni home video

#### VHS
- Pippo, Pluto, Paperino Supershow (gennaio 1984)[4][7]
- Serie oro - Da Pluto con amore (dicembre 1986)[5]
- Pippo, Pluto, Paperino Supershow (aprile 1990)[6]